# Bullarium Poloniae
Bullarium Poloniae – zbiór archiwaliów watykańskich dotyczących Polski od roku 1000 do końca XV, wydany w siedmiu tomach.
Autorami byli pracownicy Instytut Historii Polskiej Akademii Nauk: Irena Sułkowska-Kurasiowa i Stanisław Kuraś.
Wydawcą dwóch pierwszych tomów „Bullarium Poloniae” jest École française de Rome, kolejne tomy (III-VII) wydała rzymska fundacja papieska (Ośrodek Dokumentacji i Studium Pontyfikatu Jana Pawła II w Rzymie).
Zbiór otrzymał w 2003 główną nagrodę Wydawców Katolickich – Feniks.

## Tom I (1000-1342)
Pierwszy tom został opracowany przez KUL oraz PAN i w 1982 opublikowany w wydawnictwie École française de Rome.
Tom opatrzony jest dwujęzycznym wstępem Bulle papieskie jako źródło do dziejów Polski (s. XVII-XXI). Łącznie, tom liczy 386 stron .
Bulle papieży (w kolejności chronologicznej):
- Anonim, Sylwester II, Benedykt IX, Grzegorz VII, Paschalis II, Innocenty II, Eugeniusz III, Hadrian IV, Aleksander III, Lucjusz III, Urban III, Grzegorz VIII, Klemens III. Celestyn III, Innocenty III, Honoriusz III, Grzegorz IX, Innocenty IV, Aleksander IV, Urban IV, Klemens IV, Grzegorz X, Jan XXI, Mikołaj III, Marcin IV, Honoriusz IV, Celestyn V, Bonifacy VIII, Benedykt XI, Klemens V, Jan XXII, Mikołaj V, Benedykt XII.

Polskie miejscowości
- W bullach papieskich znalazły się miejscowości, m.in.: Aleksandrowice (diecezja wrocławska), Bałdrzychów (diecezja gnieźnieńska), Bardo (diecezja wrocławska), Beszowa (diecezja krakowska), Bidziny (diecezja krakowska), Bierutów (diecezja wrocławska), Biskupice (diecezja wrocławska), Bochnia (diecezja krakowska), Borkowice (diecezja gnieźnieńska), Brzezina (diecezja wrocławska), Brzesko (diecezja krakowska), Bukowice (diecezja wrocławska), Busko (diecezja krakowska), Bytyń, Czarnowąs, Czersk, Czerwińsk, Czerwień, Cedynia, Ceków (diecezja gnieźnieńska), Chechło, Chełmno, Choszczno, Chroberz, Chropy (diecezja gnieźnieńska), Chrzanów (diecezja krakowska), Ciechocin, Cieszyn, Chlewik, Chodzież, Damianowie, Dłubnia, Dobrzyń, Domaniów, Domanowie, Domasław, Drawien, Dzierzążnia, Elbląg, Gardziec, Gdańsk, Gliniany, Gliwice, Głogów, Głuszyna, Gniew, Gniezno, Gnojno, Gołcza, Goleniów, Golub, Góra, Gorzyca, Gostyń, Grudziądz, Gubin, Henryków, Hugowice, Janowice, Jarosław, Jawor, Jędrzejów, Jemielnica, Igołomia, Inowrocław, Ląd, Kalisz, Kamieniec (diecezja wrocławska), Kamienica (diecezja wrocławska), Karszów (diecezja wrocławska), Kielce, Kłodzko, Kołobrzeg, Koniusza, Koprzywnica, Korczyn, Kościelec, Koszalin, Koźle, Kożuchów, Kraków, Kramsko, Królewice, Krosno, Kruszwica, Krzesławice, Krzeszów, Krzyżanowice, Książ, Kurzelów (diecezja gnieźnieńska), Łeba, Łęczno, Łęczyca, Legnica, Łowicz, Lubań, Lubiąż, Lubiń, Lubiszewo, Lublin, Luborzyca, Lubusz, Malżyce, Marszowice, Mędargowo, Melsztyn, Miechów, Milicz, Miłosławice, Mogilno, Myślibórz, Nakło, Niemodlin, Nieszawa, Niewiadów, Nowy Sącz, Nysa, Opatów, Opole, Oświęcim, Otmuchów, Owińska, Pajęczno, Paradyż, Pelplin, Piła, Piotrowice, Pławno, Płock, Pniewy, Pogalewo, Pogorzela, Połczyn, Polkowice, Poznań, Racibórz, Radków, Radomsko, Rybnik, Rybno (diecezja gnieźnieńska), Rzeczyn, Rzochów, Sadlno, Skała, Skarbimierzyce, Ścinawa, Sieciechów, Siedlec, Słaboszów, Sławno, Środa, Słupsk, Stopnica, Strzelce, Strzelin, Strzelno, Sulejów, Świdnica, Święcice, Świecie, Szczecin, Szprotawa, Szychów, Szydłów, Toruń, Trzebnica, Trzemeszno, Tyniec, Uniejów, Wąsów, Wąwolnica, Wieniec, Wieluń, Wierzbno, Włocławek, Wolin, Wrocław, Września, Żagań, Ziębice, Złotoryja, Żmigród, Żukowo.

## Tom II (1342-1378)
Drugi tom został opracowany przez KUL oraz PAN i w 1985 opublikowany w wydawnictwie École française de Rome. Tom opatrzony jest wstępem w języku francuskim, autorstwa prof. Jerzego Kłoczowskiego. Łącznie, tom liczy 483 strony.
Bulle papieży (w kolejności chronologicznej):
- Klemens VI, Innocenty VI, Urban V, Grzegorz XI

## Tom III (1378-1417)
Trzeci tom został opracowany przez KUL oraz PAN i w 1988 opublikowany przez Ośrodek Dokumentacji i Pontyfikatu Jana Pawła II w Rzymie. Wstępy: prof. Jerzy Kłoczowski (j. francuski) oraz Irena Sułkowska-Kurasiowa i Stanisław Kuraś (j. polski). Tylko 29% dokumentów tomu III było uprzednio już publikowanych. Łącznie, tom liczy 301 stron.
Bulle papieży (w kolejności chronologicznej):
- Urban VI, Klemens VII, Bonifacy IX, Innocenty VII, Grzegorz XII, Aleksander V, Jan XXIII

## Tom IV (1417-1431)
Czwarty tom został opracowany przez PAN i w 1992 opublikowany przez Ośrodek Dokumentacji i Pontyfikatu Jana Pawła II w Rzymie. Zawiera ponad dwa i pół tysiąca pozycji, z czego zaledwie ok. 8% było wcześniej znanych historykom. Łącznie, tom liczy 580 stron.
Bulle papieża:
- Marcin V

## Tom V (1431-1449)
Piąty tom został opracowany przez PAN Instytut Historii oraz KUL i w 1995 opublikowany przez Ośrodek Dokumentacji i Pontyfikatu Jana Pawła II w Rzymie. Oprócz przebadania Archiwum Soboru Bazylejskiego, które uległo rozproszeniu i częściowemu zniszczeniu, autorzy monografii wykorzystali bezpośrednio kodeksy z Rzymu, Wiednia, Paryża, Genewy i Lozanny. Przeprawadzono również kwerendę w Bibliotece Narodowej w Wiedniu (Maria Kowalczyk). W kwerendzie watykańskiej brali udział Anna i Hubert Wajsowie. Wstęp i opracowanie Irena Sułkowska-Kurasiowa oraz Stanisław Kuraś. Łącznie, tom liczy 356 stron.
Bulle (w kolejności chronologicznej):
- Eugeniusz IV, antypapież Feliks V

## Tom VI (1447-1464)
Szósty tom został opracowany przez PAN Instytut Historii oraz KUL i w 1998 opublikowany przez Ośrodek Dokumentacji i Pontyfikatu Jana Pawła II w Rzymie. Wstęp i opracowanie Irena Sułkowska-Kurasiowa oraz Stanisław Kuraś. W kwerendzie watykańskiej brali udział także o. dr Paweł Sczaniecki OSB oraz dr Maria Kowalczyk. Zaledwie ok. 11% pozycji uwzględnionych w tomie VI było już uprzednio publikowanych. Łącznie, tom liczy 472 strony.
Bulle papieży (w kolejności chronologicznej):
- Mikołaj V, Kalikst III, Pius II

## Tom VII (1464-1471)
Siódmy tom został opracowany przez PAN Instytut Historii oraz KUL i w 2006 opublikowany przez Ośrodek Dokumentacji i Pontyfikatu Jana Pawła II w Rzymie. Podobnie, jak w tomach poprzednich, t. VII zawiera wiele nieznanych dotychczas informacji o dostojnikach kościelnych, szlachcie, parafiach, klasztorach, katedrach, kolegiach i ich uposażeniu. W zapiskach pojawiają się również osoby świeckie z różnych warstw społecznych. Wstęp i opracowanie Irena Sułkowska-Kurasiowa oraz Stanisław Kuraś. Łącznie, tom liczy 356 stron.
Bulle papieża:
- Paweł II